# Norddeutsche Futsal-Meisterschaft 2017
Die Norddeutsche Futsal-Meisterschaft 2017 war die elfte Austragung dieses Wettbewerbs. Das Turnier fand am 12. Februar 2017 in Bremen statt. Meister wurden die Hamburg Panthers durch einen 3:1-Sieg nach Verlängerung gegen den FC Fortis Hamburg. Beide Mannschaften qualifizierten sich für die Deutsche Futsal-Meisterschaft 2017.

## Teilnehmer
Für die Norddeutsche Futsal-Meisterschaft qualifizierten sich die Meister und Vizemeister der vier Landesverbände des Norddeutschen Fußball-Verbandes. Der Meister von Schleswig-Holstein TSB Flensburg musste einen Tag vor dem Turnier krankheitsbedingt absagen.
| Platz | Bremen        | Hamburg           | Niedersachsen        | Schleswig-Holstein    |
| 1     | Werder Bremen | Hamburg Panthers  | BFC Braunschweig     |                       |
| 2     | Brinkumer SV  | FC Fortis Hamburg | 1. FC Wenninger Mark | SG PTSK/Holstein Kiel |

## Vorrunde
Die Mannschaften wurden per Losverfahren auf zwei Vierergruppen aufgeteilt. Innerhalb der Gruppe spielt jede Mannschaft einmal gegen jede andere. Die Gruppensieger und Gruppenzweiten erreichen die Zwischenrunde.

### Gruppe A
| Pl. | Verein                | Sp. | S | U | N | Tore    | Diff. | Punkte |
| --- | --------------------- | --- | - | - | - | ------- | ----- | ------ |
| 1.  | Hamburg Panthers      | 3   | 3 | 0 | 0 | 015:100 | +14   | 09     |
| 2.  | Werder Bremen         | 4   | 2 | 0 | 2 | 010:200 | +8    | 06     |
| 3.  | SG PTSK/Holstein Kiel | 3   | 1 | 0 | 2 | 005:170 | −12   | 03     |
| 4.  | 1. FC Wenninger Mark  | 3   | 0 | 0 | 3 | 004:140 | −10   | 0      |

|                       | Ergebnis |                       |
| --------------------- | -------- | --------------------- |
| Hamburg Panthers      | 4:0      | . FC Wenninger Mark   |
| Werder Bremen         | 4:0      | SG PTSK/Holstein Kiel |
| 1. FC Wenninger Mark  | 1:6      | Werder Bremen         |
| SG PTSK/Holstein Kiel | 1:10     | Hamburg Panthers      |
| Hamburg Panthers      | 1:0      | Werder Bremen         |
| SG PTSK/Holstein Kiel | 4:3      | 1. FC Wenninger Mark  |

### Gruppe B
| Pl. | Verein            | Sp. | S | U | N | Tore    | Diff. | Punkte |
| --- | ----------------- | --- | - | - | - | ------- | ----- | ------ |
| 1.  | FC Fortis Hamburg | 2   | 2 | 0 | 0 | 007:100 | +6    | 06     |
| 2.  | Brinkumer SV      | 2   | 0 | 1 | 1 | 003:600 | −3    | 01     |
| 3.  | BFC Braunschweig  | 2   | 0 | 1 | 1 | 002:500 | −3    | 01     |

|                   | Ergebnis |                   |
| ----------------- | -------- | ----------------- |
| BFC Braunschweig  | 2:2      | Brinkumer SV      |
| FC Fortis Hamburg | 3:0      | BFC Braunschweig  |
| Brinkumer SV      | 1:4      | FC Fortis Hamburg |

## Finalrunde

### Halbfinale
|                  | Ergebnis |                   |
| ---------------- | -------- | ----------------- |
| Hamburg Panthers | 2:1      | Brinkumer SV      |
| Werder Bremen    | 1:2      | FC Fortis Hamburg |

### Spiel um Platz drei
|              | Ergebnis |               |
| ------------ | -------- | ------------- |
| Brinkumer SV | 5:4 n.S. | Werder Bremen |

### Finale
|                  | Ergebnis  |                   |
| ---------------- | --------- | ----------------- |
| Hamburg Panthers | 3:1 n. V. | FC Fortis Hamburg |